# Mikan Céline Koné
Pour les articles homonymes, voir Koné.
Mikan Céline Koné est une actrice ivoirienne. Elle tourne dans la série Ma famille. Elle joue le rôle de la petite sœur de Michel Bohiri. Elle faisait office aussi de l'une des maitresses de Gohou.

## Filmographie
- Ma famille
- Mariés du net
- Mariés du net 2